# ニヤマ
ニヤマ、ニヤーマ（Niyamas、サンスクリット: नियम、勧戒）とは、前向きな義務・遵守事項のことである。鍛錬による自己浄化を目指す。対義語はヤーマ（Yamas、禁戒）であり、進んでしない自己抑制の事項である。
インド哲学、特にヨーガ学派では、ニヤマとヤマは、健康的生活、精神的な悟り、そして存在からの解放のため推奨される活動と習慣となっている。ヒンドゥー教においては、文脈に応じて複数の意味がある。仏教ではニヤマ・ダルマ（niyama dhammas ）として自然に決定されるものである。